# Соціальна дезадаптація
Дезадаптація (лат. префікс de- або фр. des- — зникнення, знищення, повна відсутність; adapto — пристосовую) — термін, що протилежний соціальній адаптації.

## Ознаки дезадаптації людини
- Об'єктивні: зміна поведінки людини у соціальній сфері, її невідповідність своїм соціальним функціям, патологічна трансформацію поведінки.
- Суб'єктивні: психоемоційні зрушення в особистості — від негативно забарвлених переживань до клінічно виражених психопатологічних синдромів.

## Види дезадаптації щодо середовища
- шкільна (характерна для учнів початкової школи, які не розуміють класно-урочні вимоги, у яких не складаються дружні відносини з однокласниками, позитивні взаємини з однолітками);
- сімейна (в умовах створення нової сім'ї, в умовах прийомних дітей і т. д.);
- інші.

## Часові види дезадаптації
- тимчасова дезадаптованість: порушення балансу між особистістю та середовищем, що породжує адаптивну активність особистості;
- стійка ситуативна дезадаптованість особистості: відсутність у особи механізмів адаптації, наявність бажання, але невміння адаптуватися;
- загальна стійка дезадаптированность: стан перманентної фрустрованості, що активізує патологічні захисні механізми.